# Yanta (häradshuvudort)
Yanta (kinesiska: 雁塔) är en häradshuvudort i Kina. Den ligger i provinsen Shandong, i den östra delen av landet, omkring 130 kilometer väster om provinshuvudstaden Jinan.
Runt Yanta är det tätbefolkat, med 735 invånare per kvadratkilometer. Yanta är det största samhället i trakten. Trakten runt Yanta består till största delen av jordbruksmark.
Genomsnittlig årsnederbörd är 671 millimeter. Den regnigaste månaden är juli, med i genomsnitt 215 mm nederbörd, och den torraste är januari, med 4 mm nederbörd.